# Política Pesquera Comuna

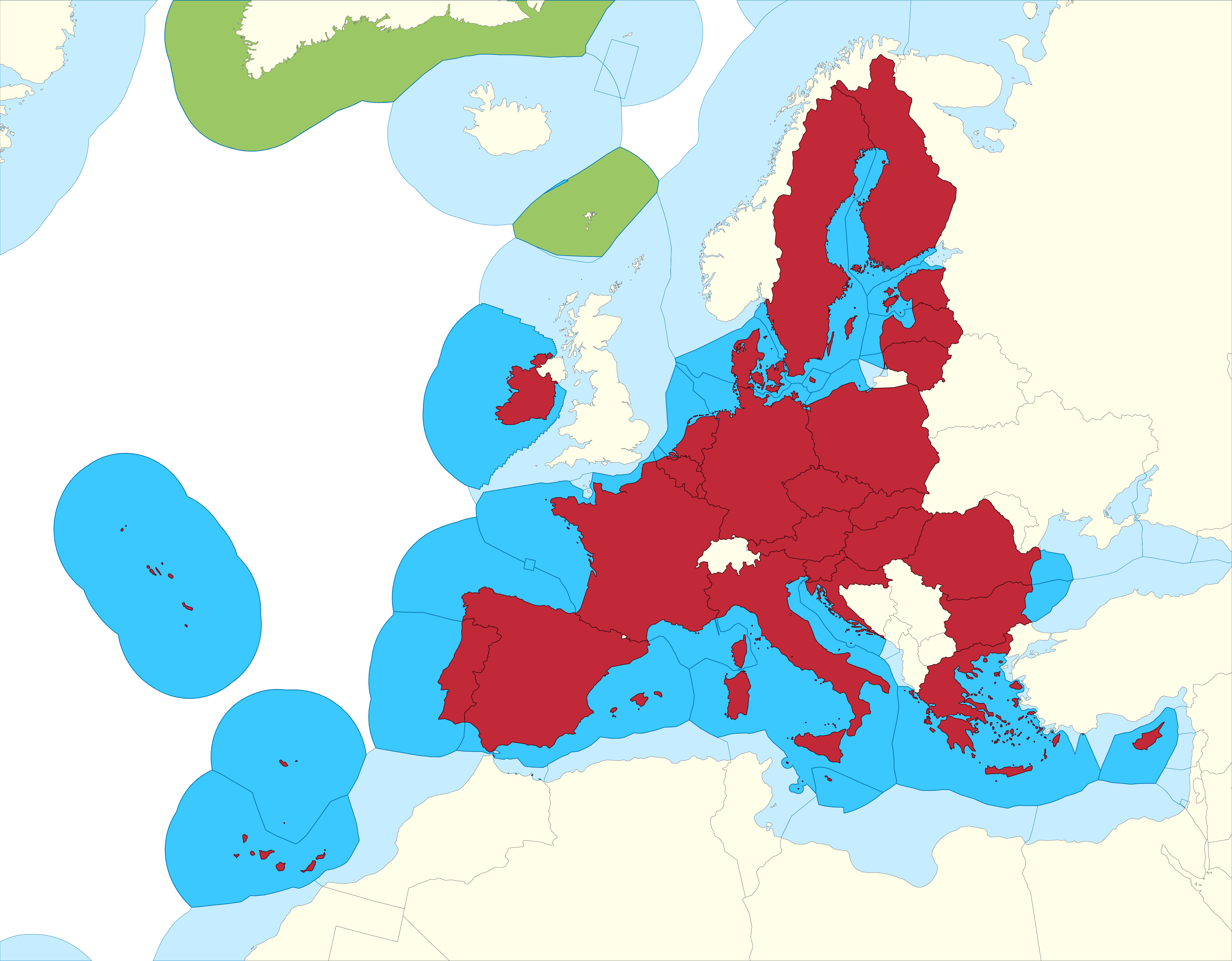
Zona Econòmica Exclusiva de la UE. Amb 25 milions de km², és la més gran del món.

La Política Pesquera Comuna (PPC) és la política pesquera de la Unió Europea. Estableix quotes per limitar la quantitat de peix de cada espècie que els estats membres poden capturar i fomenta la indústria pesquera mitjançant diverses intervencions al mercat. El 2004 tingué un pressupost de 931 milions d'euros, aproximadament el 0,75% del pressupost de la Unió Europea.
Forma part integral de la Política Agrícola Comuna. L'objectiu principal de la PPC és mantenir la competitivitat de la indústria pesquera europea sense que suposi una amenaça per a la supervivència de les espècies i els ecosistemes marins.